# Fondation Jamestown
La fondation Jamestown (en anglais : The Jamestown Foundation) est un think tank politiquement conservateur, qui fut fondé en 1984 comme plateforme de soutien aux dissidents soviétiques, et dont le siège est à Washington. Aujourd’hui, sa mission affichée est de former et informer les décideurs politiques américains en matière de tels événements et telles tendances que l’institut juge être d’importance stratégique pour les États-Unis. La majeure partie des informations collectées par la fondation Jamestown provient de sources locales de première main. Cependant, Jamestown a fait l’objet de critiques en raison de supposés desseins politiques dissimulés et de ses liens présumés avec la CIA.

## Fondation et missions
La fondation Jamestown fut créée en 1984 à la suite de la défection d’Arkady Chevtchenko. Celui-ci fit défection en 1978, alors qu’il occupait le poste de sous-secrétaire général des Nations unies, et fut ainsi l’officiel soviétique au rang le plus élevé à avoir jamais fait defection. L’avocat américain William Geimer, qui avait étroitement collaboré avec Chevtchenko, mit alors sur pied cette fondation, laquelle devait à l’origine servir de vecteur aux écrits de l’ancien diplomate soviétique ainsi qu’à ceux d’Ion Pacepa, ancien haut officier roumain du renseignement, et de façon générale, permettre aux transfuges venus du bloc de l’Est de gagner un supplément d’argent en prononçant des conférences et en écrivant leurs mémoires ; de fait, avec le concours de la Fondation, les deux transfuges susnommés furent effectivement en mesure de publier quelques ouvrages à succès. William J. Casey, directeur de la CIA, et figure de premier plan au sein des organisations américaines de sécurité nationale, apporta son appui à la création de la fondation Jamestown, joignant sa voix aux doléances de celle-ci selon lesquelles la communauté américaine du renseignement ne finançait pas suffisamment les transfuges du bloc soviétique. Dans cette période, la Fondation comptait parmi ses administrateurs Dick Cheney et Marcia Carlucci, épouse de Frank Carlucci, alors n°2 de la CIA.
Selon le site internet de la Fondation, « la mission de la fondation Jamestown consiste à informer et former les décideurs politiques, et, plus largement, la communauté politique, concernant des événements et des tendances dans ceux des États qui sont stratégiquement ou tactiquement importants pour les États-Unis et qui fréquemment restreignent l’accès à de telles informations. Etant basé sur des sources locales et de première main, le matériel ainsi rassemblé par Jamestown est exempt de biais politique, n’est soumis à aucun filtre et n’est au service d’aucun dessein politique. Ce fonds constitue souvent l’unique source pour des informations qui auraient dû être — mais ne sont pas toujours — disponibles par les canaux officiels ou par les services de renseignements, en particulier en ce qui concerne l’Eurasie et le terrorisme. » La Fondation fait état de sa « capacité unique à susciter des informations de la part d’individus ayant une expérience directe des régimes et des groupes qui menacent la sécurité nationale des États-Unis »,. Elle affirme avoir « contribué de façon directe à la diffusion de la démocratie et des libertés individuelles dans les pays de l’ancien bloc communiste. »

## Activités actuelles
Les principaux centres d’intérêt de la Fondation sont à l’heure actuelle la Chine, l’Eurasie, la Russie et le terrorisme mondial. En 2008, ses publications comprenaient Eurasia Daily Monitor, Global Terrorism Analysis, China Brief, North Caucasus Weekly (anciennement Chechnya Weekly), et Recent From Turkey. Parmi ses publications antérieures, on relève notamment Eurasia Security Trends, Fortnight in Review, North Korea Review, Russia and Eurasia Review, Russia’s Week, Spotlight on Terror, Terrorism Focus et Terrorism Monitor. Parallèlement à ces publications, Jamestown fait paraître également des rapports et ouvrages occasionnels. 
En l’année 2010, le comité directeur de la Fondation se composait du général Michael Hayden, de Bruce Riedel, de Carlton W. Fulford Jr., de Kathleen Troia McFarland, de Bruce Hoffman, de James H. Burnley IV et de Frank Keating, tandis que parmi les chercheurs associés (fellows) travaillant à la Fondation figuraient e.a. David Satter, Michael Scheuer (lequel partit en 2009, après qu’il eut été, selon ses dires, congédié à la suite de ses critiques sur les relations américano-israéliennes), Vladimir Socor (en), Willy Wo-Lap Lam, spécialiste de la Chine domicilié à Hong Kong, et Stephen Ulph, éminent expert en matière d’idéologie djihadiste.

## La collection Nikolaï Getman
La Fondation conserva pendant un temps les peintures des camps du Goulag réalisés par l’artiste russe Nikolaï Getman. Getman resta emprisonné pendant huit ans sous le régime soviétique sur l’inculpation de participation  à propagande anti-soviétique, consécutivement à une caricature de Staline que l’un de ses amis avait dessinée sur une paquet de cigarettes. Il y survécut, et pendant quatre décennies œuvra secrètement à créer un compte rendu visuel du Goulag . En septembre 2009, la fondation Jamestown fit transférer la collection Getman vers la Heritage Foundation.

## Couverture médiatique et impact
Un journal taïwanais fit crédit à un article publié dans China Brief, l'un des bulletins de la fondation Jamestown, d’avoir incité le gouvernement de Taïwan à réviser la stratégie de défense de l’île. Selon un rapport publié le 5 mai 2010 dans United Daily News, quotidien établi à Taipei, l’article paru le 16 avril 2010 dans China Brief, intitulé « Taiwan’s Navy: Able to Deny Command of the Sea? », rédigé par James Holmes et Toshi Yoshihara (tous deux attachés au Naval War College américain), aurait été pour le président taïwanais Ma Ying-jeou le motif de requérir le ministère de la Défense nationale de réévaluer la stratégie navale de ce pays. L’éditeur de China Brief, L.C. Russell Hsiao souligna qu’un tel impact représentait une réussite majeure pour son bulletin et attestait de la portée et de l’impact que celui-ci avait sur la communauté des décideurs politiques. Paraissant depuis mai 2001, China Brief a près de 8 000 abonnés de par le monde et a de nombreux lecteurs parmi les experts en défense et en politique étrangère partout au monde, en particulier chez les acteurs politiques aux États-Unis.

## Critiques
Il a été prétendu que Jamestown est une cellule de réflexion néo-conservatrice poursuivant des buts politiques occultes et ayant des liens avec la CIA et avec le gouvernement des États-Unis. Philby Burgess, chroniqueur au bimensuel The eXile, fit observer : « La plupart des journalistes âprement anti-russes qui publient pour le compte de ces groupes d’influence de droite sont originaires des petits pays qui entourent la Russie, et sont animés d'une haine profonde envers leur ancien conquérant. » La fondation Jamestown cependant rejette catégoriquement toute allégation tendant à la rattacher au mouvement néo-conservateur ou à quelque autre mouvement idéologique spécifique.
Dans le passé, le comité directeur de Jamestown comprenait le Dr. Zbigniew Brzezinski, ci-devant conseiller à la sécurité nationale auprès du président Jimmy Carter. Au comité actuel de la Fondation siège notamment Bruce Riedel, Senior Fellow de la Brookings Institution, qui a servi à la Maison-Blanche sous Bill Clinton et fut chargé en 2009 par le président Barack Obama de réexaminer complètement la politique américaine en Afghanistan et au Pakistan. Le 8 décembre 2011, l’ambassadeur Daniel Benjamin, coordinateur de la lutte contre le terrorisme au Département d’État sous le gouvernement Obama, loua la fondation Jamestown pour ses travaux de recherche et ses analyses sur les sujets liés au terrorisme. Dans une allocution qu’il prononça lors de la cinquième conférence annuelle de Jamestown sur le terrorisme, l’ambassadeur Benjamin releva : « Eu égard à l’engagement de Jamestown dans la recherche et l’analyse rigoureuses sur le sujet du terrorisme, je ne puis imaginer d’endroit plus approprié que celui-ci pour faire un bilan de fin d’année sur Al-Qaeda – une mise au point qui arrive particulièrement à propos après une année aussi remarquable. »
En 2007, Moscou accusa l’institut de recherche de diffuser de la propagande anti-russe en accueillant un débat sur la violence sévissant dans la turbulente région russe d’Ingouchie. Selon une déclaration du ministère russe des Affaires étrangères, les « organisateurs ont encore et toujours eu recours à la diffusion délibérée de calomnies sur la situation en Tchétchénie et dans d’autres républiques russes du Caucase du Nord, en faisant appel aux services de personnes soutenant les terroristes et de pseudo-experts. Les orateurs ont reçu carte blanche pour répandre de la propagande extrémiste et exacerber les discordes ethniques et inter-religieuses. » La fondation Jamestown répliqua en pointant que la Russie, se sentant menacée par la Fondation, tentait d’intimider celle-ci. Le président Glen Howard déclara « qu'ils sont effarouchés par la puissance de la parole libre, en ce que celle-ci contrarie la manipulation par l’État des médias en Russie. »